# Манолско-Конаре
Манолско-Конаре (болг. Манолско Конаре) — село в Болгарии. Находится в Пловдивской области, входит в общину Марица. Население составляет 675 человек.

## Политическая ситуация
В местном кметстве Манолско-Конаре, в состав которого входит Манолско-Конаре, должность кмета (старосты) исполняет Енё Вангелов Енев (Болгарский земледельческий народный союз (БЗНС)) по результатам выборов правления кметства.
Кмет (мэр) общины Марица — Запрян Иванов Дачев (Болгарская социалистическая партия (БСП)) по результатам выборов в правление общины.